# Jules César Van Loo

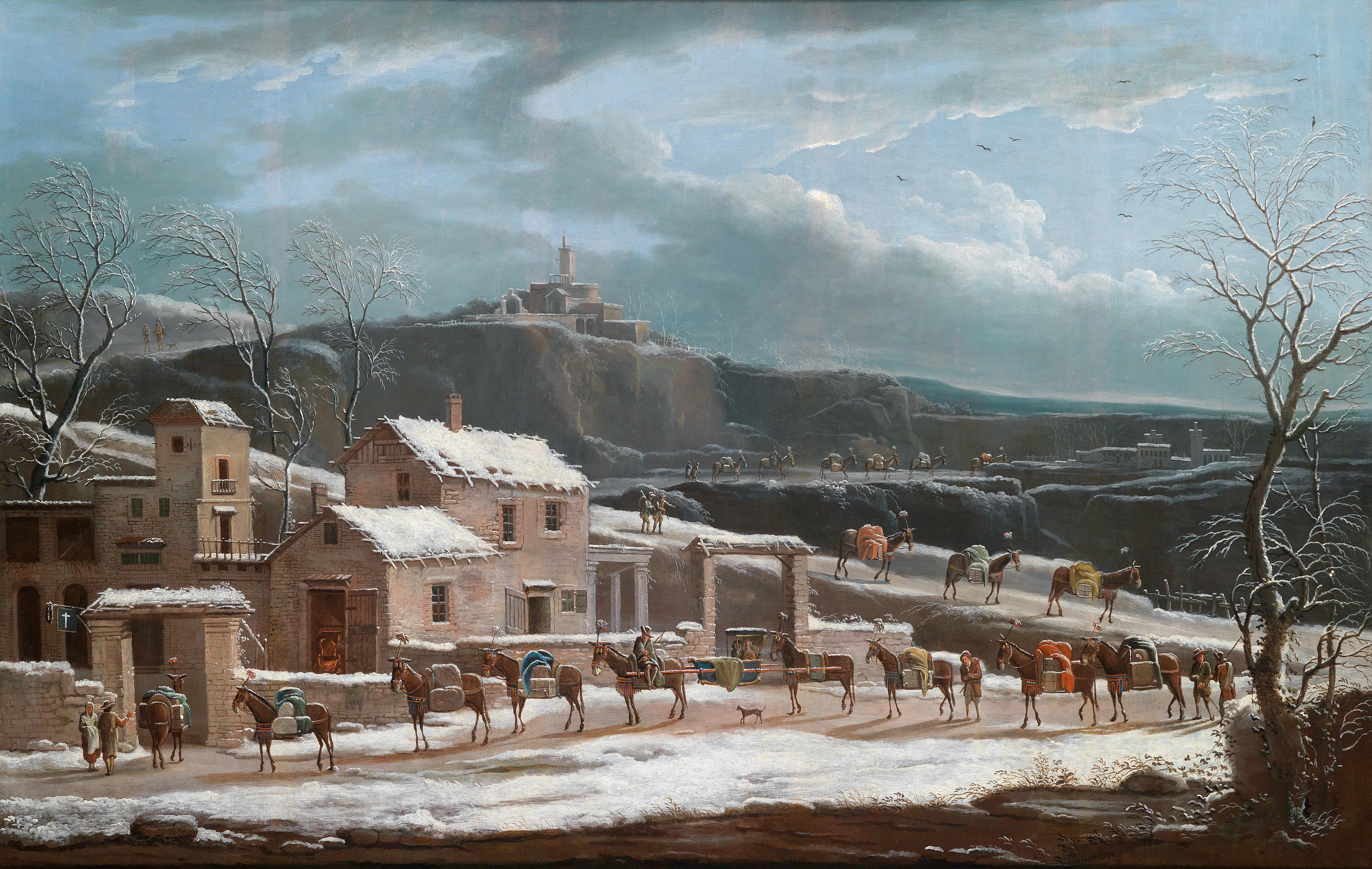
Cesar van Loo Pejzaż zimowy z karawaną kupiecką

Jules César  Denis Van Loo (ur. 1743 w Paryżu, zm. 1 lipca 1821 tamże) – francuski malarz. Obrazy sygnował Cesar Van Loo.
Syn Charlesa André. Ostatni przedstawiciel rodziny malarzy Van Loo. Był uczniem swojego ojca. Uzyskał stypendium, które pozwoliło mu na naukę we Włoszech. W 1784 roku został przyjęty do Królewskiej Akademii Malarstwa i Rzeźby na podstawie dwóch pejzaży, przedstawionych jako praca dyplomowa. W 1789 został pomocnikiem rektora uczelni.
Od 1791 przebywał w Turynie, pracując dla dworu Królestwa Piemontu. Pod wpływem dzieł Francesca Foschi wyspecjalizował się w pejzażach zimowych. Do tego gatunku należy jego najwyżej cenione dzieło, przedstawiające śnieg na ruinach gotyckiego kościoła, z mostem w tle (1799). Obraz został zakupiony przez państwo francuskie i przyniósł autorowi nagrodę finansową; obecnie znajduje się w zbiorach muzeum Zamku w Fontainebleau.
Jego zimowe pejzaże były malowane z dbałością o detale, z licznymi postaciami ludzkimi w kompozycji. W niektórych pracach, malarz dawał ujście swojemu poczuciu humoru, malując na przykład jedną z nich z gołymi pośladkami albo po wywrotce na łyżwach z suknią zadartą do góry. Niektóre z jego małych obrazów demonstrują wrażliwość, która pozwala uznać go za prekursora malarstwa Corot’a.
Okazjonalnie malował także portrety, z których najbardziej znanym jest podobizna Ignace’a Frédérica de Mirbeck, sekretarza Ludwika XVI (obecnie w Muzeum Sztuk Pięknych w Caen).